# Lajše, Gorenja vas-Poljane
Lajše este o localitate din comuna Gorenja vas - Poljane, Slovenia, cu o populație de 13 locuitori.